# السيد بروخارشين
السيد بروخارشين (بالروسية: Господин Прохарчин، جسبدين بروخارشين) قصة قصيرة من تأليف الكاتب الروسي فيودور دوستويفسكي. كتب دوستويفسكي القصة في عام 1846، ونُشِرت للمرة الأولى في مجلة «مذكِّرات الوطن» (Отечественные записки). استلهم دوستوفيسكي فكرة القصة من تجربة حقيقية، وتحكي القصة الحياة المريرة للسيد بروخارشين، الشخصيَّة الرئيسية، الذي يعيش حياة ضنك شديدة، يضطر فيها إلى التوفير الحاد للطعام، ولا يجد في بيته ما ينام عليه سوى فراش مبسوط مباشرةً على الأرض. تشعر صاحبة النُزُل بالإضافة إلى المستأجرين الآخرين بالأسف على الحال التي يعيش فيها، وبعد وفاته يكتشف ساكنو النزل أنَّ الرجل كان في الواقع ثرياً، يُخبِّئ أمواله تحت الفراش، واختار هو بنفسه طواعيةً أن يعيش بهذه الطريقة.